# Frenchman Butte n.º 501
Frenchman Butte n.º 501 es un municipio rural canadiense situado en la provincia de Saskatchewan.

## Superficie
Frenchman Butte n.º 501 tiene una superficie de 1902,15 km².

## Demografía
En 2021, tenía 1250 habitantes, una densidad poblacional de 0,7 hab./km², y 503 viviendas.